# L7

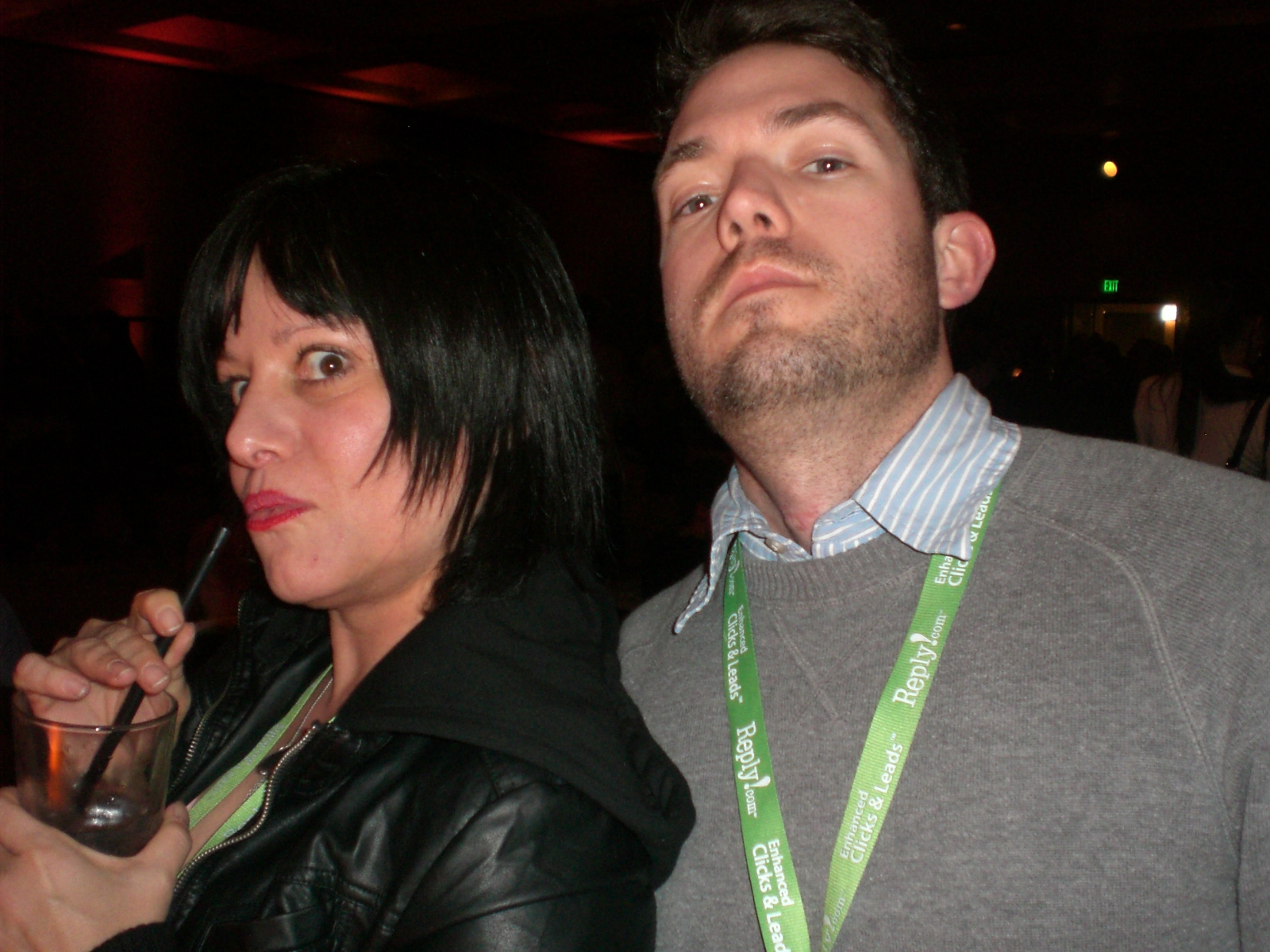
Jennifer Finch

L7 is een Amerikaanse rockband, opgericht in 1985 in Los Angeles.
De band werd opgericht door Suzi Gardner en Donita Sparks. Later kwamen bassiste Jennifer Finch en drumster Dee Plakas hierbij. In 1988 kreeg de groep een platencontract bij het punklabel Epitaph Records, waar het debuutalbum uitkwam. Het tweede album kwam in 1991, voor het Sub Pop-label, waar destijds ook Nirvana haar debuut maakte. In navolging van de grungehype in die jaren vergaarde ook L7 meer bekendheid. In de film Serial Mom speelde de band onder de naam 'Camel Lips' hun track Gas Chamber.
In 1992 kwam het bekendste album Bricks are heavy uit, met daarop ook de hit Pretend we're dead. De opvolger Hungry for stink (1994) kon echter niet aan de verwachtingen voldoen, en Finch verliet de band. De vervanger werd Gail Greenwood. In de volgende jaren bracht de band nog verschillende albums uit, en was de band het onderwerp van de documentaire The beauty process van ex-Nirvana-bassist Krist Novoselic (1998).
De leden van L7 richtten de non-profitorganisatie voor abortus Rock For Choice op. Deze organisatie zette verschillende benefietconcerten op, waar onder meer Nirvana, Pearl Jam en Neil Young speelden.

## Discografie
- L7 (1990)
- Smell the magic (1991)
- Bricks are heavy (1992)
- Hungry for stink (1994)
- The beauty process (1997)
- Live: Omaha to Osaka (1998)
- Slap-happy (1999)
- Best of L7: The Slash Years (2000)